# Brutta giornata!
Brutta giornata! (Bad Day at Cat Rock) è un film del 1965 diretto da Chuck Jones e Maurice Noble. È il nono dei 34 cortometraggi animati della serie Tom & Jerry prodotti da Jones con il suo studio Sib-Tower 12 Productions. Venne distribuito dalla Metro-Goldwyn-Mayer il 10 febbraio 1965.

## Trama
Nel tentativo di catturare Jerry all'interno di un cantiere edile, Tom finisce in un deposito sotterraneo buio. Mentre vaga nella totale oscurità, finisce per accendere un candelotto di dinamite; l'esplosione proietta Tom fuori dal deposito e lo fa schiantare contro una trave dell'edificio in costruzione. Dopodiché il gatto cerca di acchiappare Jerry inseguendolo per tutto il cantiere, ma finisce per incombere in guai e peripezie architettate dallo stesso Jerry, subendo tantissimi danni. Alla fine, mentre Tom cerca di raggiungerlo con una catapulta improvvisata, Jerry trova della vernice e un pezzo di legno bianco; subito si mette a dipingere qualcosa e, prima che Tom ritorni, mostra la scritta "THE END" da lui dipinta, chiudendo così il cartone.